# Ocuituco, Guerrero
Ocuituco är en ort i Mexiko.   Den ligger i kommunen Chilapa de Álvarez och delstaten Guerrero, i den södra delen av landet, 210 km söder om huvudstaden Mexico City. Ocuituco ligger 1 679 meter över havet och antalet invånare är 736.
Terrängen runt Ocuituco är kuperad. Runt Ocuituco är det ganska glesbefolkat, med 42 invånare per kvadratkilometer. Närmaste större samhälle är Chilapa de Alvarez, 3,6 km norr om Ocuituco. Omgivningarna runt Ocuituco är en mosaik av jordbruksmark och naturlig växtlighet.